# Мафусал (потомок Сифа)
Мафуса́л или Мафусаи́л (ивр. מתושלח‎, метуше́лах) — в Библии, один из праотцов человечества, сын Еноха, потомок Сифа; был дедом Ноя (Быт. 5:21-27). Прославился своим долголетием: он прожил 969 лет, став старейшим из людей.
Его имя стало нарицательным для обозначения долгожителя («мафусаилов век»).

## Варианты написания имени
Помимо написания Мафусал (в церковнославянском и русском Синодальном переводах) и Метушелах (в еврейских переводах) встречаются написания: Мефусалаг, Матушлах, Мафусаил.

## Семья
Согласно Книге Бытия, был сыном Еноха и отцом Ламеха.
Согласно Быт. 5:25, сын Ламех родился у него в возрасте 187 лет, а Ной родился, когда Ламеху было 182 года (Быт. 5:28), Мафусалу, следовательно, 369 лет. Согласно Быт. 7:6, на шестисотый год жизни Ноевой случился Всемирный потоп, то есть когда Мафусалу было 969 лет; согласно этим подсчетам, Мафусал умер в год потопа.
В Книге Юбилеев упоминается имя жены Мефусалага (Мафусала) — Адина, дочь Азраела и (не названной по имени) тётки Азраела.
Мхитар Айриванеци упоминает жену Мафусаила (Мафусала) — Иедна.
В Книге Праведного:
- упоминается сын Матушлаха (Мафусала) — Елиаким[13].
- косвенно (как дядя сына Хенока (Еноха)) упоминается брат Мафусала — Елишай[14].

## В еврейской традиции
Рассказывается, что Мафусаил сражался со злыми духами шеддим. Народная этимология его имени — «умерщвляющий мечом» (от евр. mawet, «смерть», и selah, «меч»). Согласно Мидраш Агаде, его имя называется Мафусаил, потому что на его мече было написано явное имя, и он убил столько демонов, сколько нет числа. 
Согласно Первой книге Еноха, Мафусаил доходил до «пределов земли», чтобы узнать от своего отца Еноха о предстоящем потопе и о спасении Ноя, внука Мафусаила. 
Смерть Мафусаила наступила перед самым потопом. Согласно агаде, потоп был отсрочен на семь дней ради недельного траура по Мафусаилу. Он должен явиться на землю в числе «семи великих пастырей» (Сиф, Енох, Мафусаил, Авраам, Иаков, Моисей, Давид) перед приходом Мессии.

## Мафусаил в современной культуре
- Звезда Мафусаила — неофициальное название одной из ближайших звезд — HD 140283, названной так из-за научных споров о её возрасте, который сравним с возрастом Вселенной.
- Фонд Мафусаила — неправительственная научная организация, основавшая премию MPrize, выплачиваемую исследователям за продление жизни подопытных мышей на больший срок, а также за обращение в них эффекта старения.
- Пьеса Бернарда Шоу «Назад к Мафусаилу».
- В настольной ролевой игре Vampire: The Masquerade мафусаилами (в русских переводах часто встречается вариант «метуселахи», от латинской записи имени) называются древнейшие вампиры четвёртого и пятого поколений (Каин считается вампиром первого поколения), существующие больше нескольких тысячелетий и обладающие почти божественной силой.
- В компьютерной игре The Long Dark есть персонаж по имени Мафусаил, заявляющий о том, что он очень стар и ранее видел подобное происходящему по сюжету игры.

### В литературе
- Первая книга цикла научно-фантастических романов Р. Хайнлайна об искусственном контроле при скрещивании долгоживущих представителей некоторых семей и проблемах морали жизни старых среди молодых «Дети Мафусаила».
- Книга Марка Твена «Дневник Адама».
- Книга Юрия Никитина «Начало всех начал».
- В рассказе и литературной версии киносценария братьев Стругацких «Пять ложек эликсира» один из героев называет «мафусалином» вещество, неограниченно продлевающее жизнь[17].
- Роман Виктора Пелевина «Лампа Мафусаила, или Крайняя битва чекистов с масонами».
- У Фрэнсиса С. Фицджеральда в книге «Загадочная история Бенджамина Баттона» Мафусаилом (Methuselah) мистер Баттон называет своего новорождённого сына в обличии старика.

### В кино
- В фильме «Бегущий по лезвию» (1982, США) один из героев болен Мафусаиловым синдромом, при котором железы стареют быстрее остального организма. Таким образом, человек выглядит старше, чем на самом деле.
- В фильме «Искушение Б.» по сценарию братьев Стругацких «Пять ложек эликсира» «мафусалином» называют эликсир бессмертия.
- В фильме «Двухсотлетний человек» (Крис Коламбус, 1999; США) признается одним из существовавших долгожителей на Земле.
- «Ной» / Noah (2014; США) режиссёр Даррен Аронофски, в роли Мафусаила Тор Кьяртанссон (в молодости), Энтони Хопкинс (в старости). В молодости защитил Стражей, остаток дней живет в чистой местности в одной из гор.
- В сериале «Видоизменённый углерод» людей, у которых достаточно средств для продления своей жизни путём смены оболочки, называют мафами, отсылка к Мафусаилу и его долголетию[18].
- Одна из серий фантастического сериала «Звёздный путь: Оригинальный сериал» называется «Реквием по Мафусаилу» (3.19). По сюжету команда звездолёта встречается с долгожителем возрастом около 6000 лет, прилетевшим с Земли на отдалённую планету во второй половине второго тысячелетия.
- В фильме «Годзилла 2: Король монстров» один из гигантских монстров носит имя Мафусаил[19].